# Нарґотронд
Нарґотронд — у легендаріумі Дж. Р. Р. Толкіна підземне місто у пагорбах Нарґотронда у Західному Белеріанді, на березі річки Нарог і столиця однойменного королівства нолдор, що простягалось від Талат-Дірнен (синд. Talat-Dirnen — Хранима Рівнина) до річки Неннінг у Фаласі. Існувало в Першу епоху.

## Заснування
Першим населенням пагорбів Нарґотронда були малі ґноми — нащадки вигнанців з Ноґрода і Белеґоста, що облаштували тут своє поселення Нулукгіздін.
У 50 році Першої епохи увісні Улмо повідомив Турґону сину Фінґолфіна та Фінроду, сину Фінарфіна про те, що їм належить заснувати потаємні обителі.
Перебуваючи в гостях у Тінґола в Доріаті, Фінрод був захоплений величчю Менегрота і вирішив збудувати подібну до нього підземну фортецю. Тінгол розповів йому про печери в ущелині Нарогу біля пагорбів Таур — ен — Фарот і дав поводирів, що привели його до вказаного місця. За допомогою гномів Белегоста нолдори вигнали з печер Малих Гномів.
Так в 52 р. П. Е. у печерах Нарогу Фінрод за допомогою гномів Ноґрода і Белеґоста став будувати величезні підземні чертоги і арсенали. Він щедро винагородив ґномів, адже він більше ніж усі інші нолдорські принци забрав скарбів з Тіріона. Ґноми ж для нього створили Науґламір — ґномівську Пектораль, найуславленіше з їх творінь Прадавніх Часів. Пектораль — каркас із золотої сітки, на якому було закріплено незліченні валінорські самоцвіти, — мали власну силу, так що носити її було легко, наче лляне прядиво і на будь — якій шиї вона виглядала граційно і чарівно.
За свої новозведені володіння Фінрода стали називати Фелаґундом, що мовою гномів означає Прорубувач Печер. У 102 р. П. Е. будівництво Нарґотронда було завершено і народ Фінрода покинув Гітлум.
У новозбудованих чертогах на бенкет зібрались усі сини Фінарфіна і Ґаладріель прийшла з Доріату і деякий час мешкала в Нарґотронді.
Сам Фінрод не одружився, оскільки його кохана Амаріе з ваньярів лишилась у Валінорі. Своїй же сестрі Ґаладріель він сказав, що він розуміє, що від його володінь не залишиться нічого, що можна було б віддати у спадок синові.

## Землі королівства
Серед усіх нолдорських вельмож, що прийшли у Середзем'я, Фінрод Фелаґунд мав найбільші володіння. Західною межею королівства Нарготронд була річка Неннінг, що впадала в Море біля міста Егларест. За нею починались землі синдарського королівства Фалас, де правив Кірден Корабельник — друг і союзник Фінрода.
На мисі західніше Еґлареста звів Фінрод велику вежу Барад — Німрас щоб стежити за Морем аби з нього не напали слуги Морґота, однак ті боялися моря і ніколи навіть не намагались будувати кораблі.
У центральній частині королівства, по обидва боки Нарогу, розкинувся кряж Таур — ен — Фарот, що заріс густим лісом. Посеред нього на правому березі біг швидкий потік Рінгвіл, що впадав у Нарог неподалік від столиці. На північ від річки Нарог землі Нарґотронда охоплювали значну частину рівнини Талат — Дірнен (Хранима Рівнина).

## Васали королівства
Васалами Фінрода були його брати — менші сини Фінарфіна, що оселились на півночі Белеріанду. У верхів'ях Сіріону, на острові Тол — Сіріон звів Фінрод високу вежу — фортецю Мінас — Тіріт (синд. Minas -Thirit — Прикордонна Вежа), і залишив нею правити свого брата Ородрета.
Інші ж сини Фінарфіна брати Анґрод і Аегнор разом зі своїми підданими оселились у гірських узвищях Дортоніону, звідки вони могли спостерігати за рівнинами Ард — галену. Народ їх був малочисельним, бо земля та давала дуже скупі врожаї, але велике нагір 'я позаду вони вважали твердинею, яку Морґотові не вдалося би здолати легко.
Землю Ладрос на північному сході Дортоніону Аегнор віддав людям з першого народу аданів — Дому Беора Старого. Першим правителем цього краю став Боромир син Борона і правнук Беора.

## Історія

### Захоплення Мінас— Тіріта і Дортоніона
Внаслідок Дагор — Браголлах (Битва Раптового Полум 'я) Дортоніон (відтоді він називався Таур -ну — Фуін — Ліс Під Ночетінню) було захоплено армадою Морґота, його владики Ангрод і Аегнор полягли у битві. Жінки та діти народу Беора відійшли у Бретіль і Дор — Ломін, а чоловіки залишились на батьківщині і вели партизанську війну проти загарбників, доки не загинули всі, крім Берена сина Барагіра.
Через два роки після Дагор — Браголлах Саурон захопив Мінас — Тіріт, а його гарнізон разом з Ородретом відступив у Нарґотронд. Одночасно до підземного міста прийшли двоє з синів Феанора Келегорм та Куруфін, що також втратили свої володіння. На чолі нолдорів — втікачів зі Східного Белеріанду вони становили досить чисельну діаспору.

### Відхід Фінрода і спроба захоплення влади синами Феанора
Після приходу до Нарґотронду Берена Фінрод Фелаґунд дав обітницю допомогти йому здобути Сильмарили. На чолі невеличкого загону з десяти ельфів він вирушив на північ, залишивши намісником свого брата Ородрета. Скориставшись відсутністю короля Келегорм та Куруфін, вирішили захопити владу в Нарґотронді, привернувши на свій бік багатьох мешканців королівства. Вони схопили Лутіен і ув' язнили її в підземних чертогах, сподіваючись висватати за Келегорма. Проте келегормів гончак Гуан якого він привіз з Валінора допоміг Лутіен втекти, принісши їй плаща та вказавши шлях через потаємну браму.
Після визволення бранців з сауронових темниць на Тол — Сіріон та звістки про загибель Фінрода Фелаґунда від зубів вовкулаки у підвалах зведеної ним же фортеці, синів Феанора було вигнано з королівства. Навіть син Куруфна Келебрімбор відвернувся від батька і залишився в місті. Нарготрондом став правити Ородрет.

### Турін у Нарґотронді
У 490 році Першої Епохи утікач з Ангбанду ельф Гвіндор привів з собою до Нарготронду Туріна сина Гуріна. Прийнявши ім'я Мормегіл — Чорний Меч Турін став радником і полководцем короля Ородрета. Він збільшив володіння королівства на півночі до витоків Ненінга та Нарога, а на сході до Тейгліна. За його порадою було збудовано величний кам 'яний міст через Нарог для швидкого пересування війська. Цей міст Турін не погодився зруйнувати, попри застороги посланців Кірдена Корабельника ельфів Гелміра і Армінаса, що прийшли з острова Балар.

## Зруйнування міста
Турін умовив Ородрета відкрито напасти на армію Морґота, що стало фатальним: її вів дракон Глаурунг, проти якого вони були безсилі. У битві на рівнині Тумгалад загинули всі нарготрондці разом з королем. Вцілів лише Турін, в якого була гном'яча маска, що захищала його від вогню дракона. По зведеному мосту орки і дракон увірвались до міста і розорили його. Більша частина населення була перебита або захоплена в рабство. Проте Глаурунг не дав оркам розграбувати місто: вигнавши орків він згріб всі коштовності до великої зали, і влігся на них. Зруйнований Нарґотронд став лігвом дракона, доки той не виповз і не дійшов до Ущелин Тейгліну, де був убитий Туріним.
Після вбивства Глаурунга останній з Малих Гномів Мім оселився у руїнах Нарготронда і був убитий Гуріним за зраду людей Туріна. Більше печери Нарґотронда в легендах не згадуються.
Внаслідок Війни Гніву печери Нарґотронда опустились на дно Моря разом з усім Белеріандом.

## Опис
Толкін задумував Нарґотронд як печерне місто, подібне до Карлсбадських печер або Мамонтової печери. В місті було багато різноманітних за формою і розміром залів, де могла проживати значна кількість населення і де міг вміститись дракон. В Нарґотронді були склади зі зброєю, зали де Фінрод, Келегорм та Куруфін зверталися до народу, і нарешті внутрішня зала в якій Ґлаурунг зберігав золото.
Толкін зобразив вхід до Нарґотронда у трьох ілюстраціях. На двох з них зображені три портали, на третій лише один. Згідно тексту творів порталів було декілька тому, вважається, що Нарґотронду вели три портали. Перед ними була широка тераса, яка закінчувалася прірвою.